# Caecidotea beattyi
Caecidotea beattyi är en kräftdjursart som beskrevs av Lewis och Bowman 1981. Caecidotea beattyi ingår i släktet Caecidotea och familjen sötvattensgråsuggor. Inga underarter finns listade i Catalogue of Life.